# Principauté d'Ansbach
1398–1792
Entités précédentes :
- Burgraviat de Nuremberg

Entités suivantes :
- Royaume de Prusse

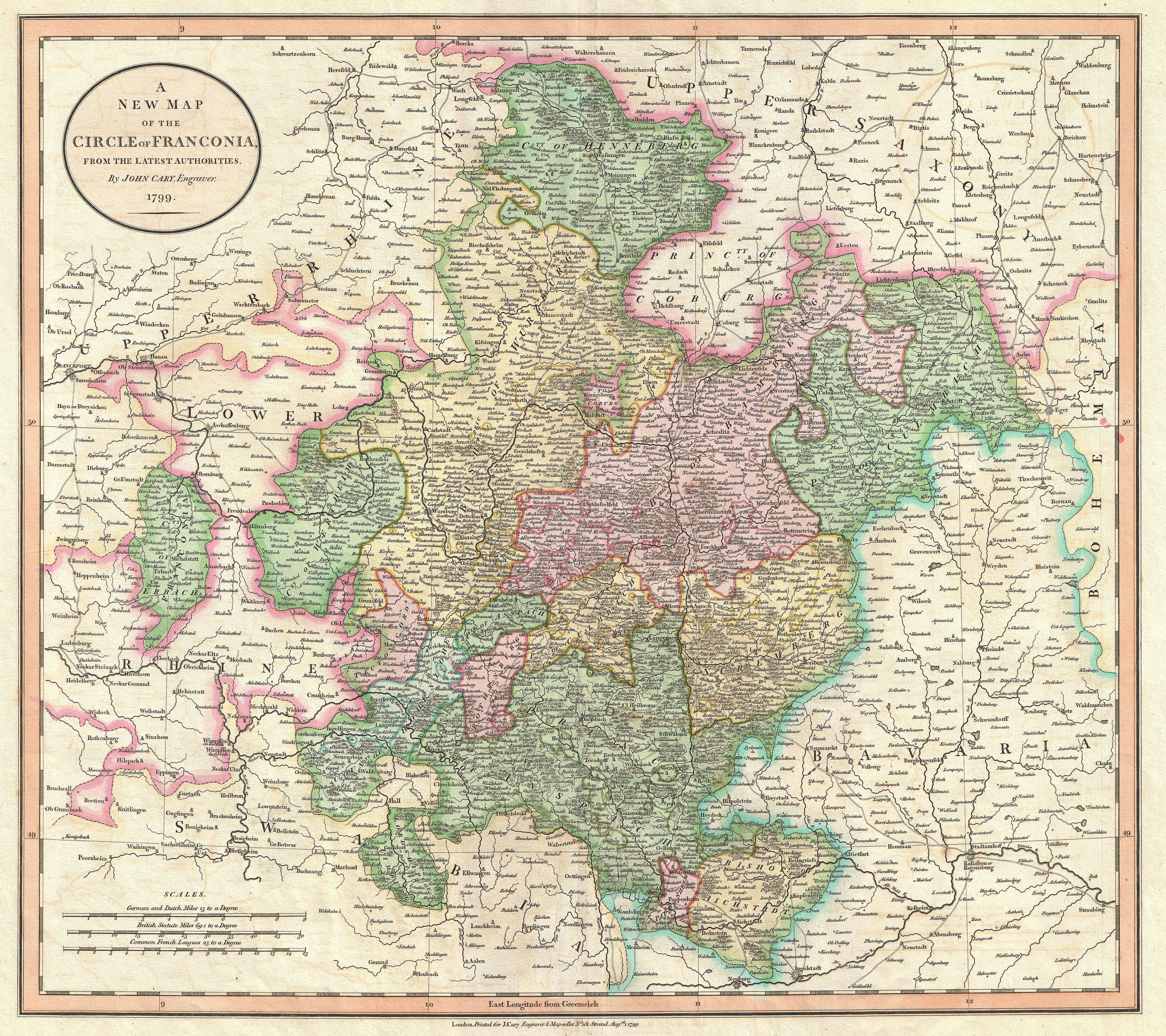
La principauté d'Ansbach (en vert).

La principauté d'Ansbach (en allemand Fürstentum Ansbach), ou margraviat de Brandebourg-Ansbach, fut une principauté immédiate du Saint-Empire romain germanique. Sa capitale était la ville aujourd'hui bavaroise d'Ansbach. Le titre porté par les membres de la famille de Hohenzollern, princes de ce territoire, fut margrave et la principauté, un margraviat, et non une marche.

## Histoire
La principauté fut créée à la mort de Frédéric V de Nuremberg, le 21 janvier 1398, lorsque ses terres furent divisées entre ses deux fils. Son fils cadet, Frédéric Ier de Brandebourg reçut Ansbach, son fils aîné Jean III de Nuremberg Bayreuth. Après la mort de Jean III de Nuremberg le 11 juin 1420, sous le règne de Frédéric Ier de Brandebourg, les deux principautés furent réunies et, en 1415, celui-ci devint électeur de Brandebourg.
Après le décès de Frédéric Ier de Brandebourg, le 21 septembre 1440, son territoire fut divisé entre ses fils : Jean IV de Brandebourg-Külmbach reçut Bayreuth (Brandebourg-Kulmbach), Frédéric II de Brandebourg reçut Brandebourg et Albert III Achille de Brandebourg reçut Ansbach. Plus tard, Ansbach fut détenue par des branches cadettes de la maison de Hohenzollern, ses princes furent appelés margraves de Brandebourg-Ansbach.
Dans le contexte de la Contre-Réforme, de nombreux huguenots (estimés à 4 000) trouvent refuge dans la principauté. Le margrave Jean Frédéric y accueille les « François réformés » et leur accorde des privilèges.
Le 2 décembre 1791, Charles-Alexandre qui avait également acquis Bayreuth, vendit la souveraineté de ses principautés au roi Frédéric-Guillaume II de Prusse, Ansbach fut officiellement annexée le 28 janvier 1792.

## Liste des margraves d'Ansbach
- 1398-1440 : Frédéric Ier
- 1440-1486 : Albert Ier Achille, fils du précédent
- 1486-1515 : Frédéric II, fils du précédent
- 1515-1543 : Georges, fils du précédent
- 1543-1603 : Georges-Frédéric Ier, fils du précédent, sans descendance
- 1603-1625 : Joachim-Ernest, fils de l'électeur Jean II Georges de Brandebourg
- 1625-1634 : Frédéric III, fils du précédent
- 1634-1667 : Albert II, frère du précédent
- 1667-1686 : Jean-Frédéric, fils du précédent
- 1686-1692 : Christian-Albert, fils du précédent
- 1692-1703 : Georges-Frédéric II, frère du précédent
- 1703-1723 : Guillaume-Frédéric, demi-frère du précédent
- 1723-1757 : Charles-Guillaume-Frédéric, fils du précédent
- 1757-1791 : Charles-Alexandre, fils du précédent